# Tommy Olsson
Ej att förväxla med den svenske bildkonstnären Tommy Ohlsson, född 1949, död 2003.
Tommy Olsson, född 1963 i Lindesberg, är en svensk konstnär, konstkurator och konstkritiker, främst verksam i Norge. Han har även varit verksam i Nederländerna.
Olsson studerade på konstlinjen vid Ålsta folkhögskola i Fränsta 1985-1988. Han studerade därefter vid Kunstakademiet i Trondheim 1988-1992 och vid Rijksakademie van Beeldende Kunsten i Amsterdam 1994-1996. Olsson är en internationellt verksam konstnär, och har rönt uppmärksamhet inte minst för sin videokonst och performance, vars expressiva och bitvis provocerande uttryck inspirerats av exempelvis William Burroughs, Kenneth Anger, Pippilotti Rist, Whitehouse och Genesis P-Orridge.
Olsson har från 2000 skrivit konstkritik, och studerade 2006-2008 skapende kuratorpraksis vid Kunsthøgskolen i Bergen. Han har varit verksam i bland annat Kunstkritikk, Morgenbladet och från 2014 Klassekampen. Han har också haft flera uppdrag som kurator. En samlingsutställning av hans videokonst visades under 2005 i Oslo.
Olsson har ibland samarbetat med bland annat Chris Virgin.